# إرلينغ كروغ
إرلينغ كروغ (بالنرويجية البوكمول: Erling Krogh)‏ هو مغني أوبرا ومغني نرويجي، ولد في 12 سبتمبر 1888 في أوسلو في النرويج، وتوفي بنفس المكان في 28 أكتوبر 1968.

## وصلات خارجية
- إرلينغ كروغ على موقع IMDb (الإنجليزية)
- إرلينغ كروغ على موقع ميوزك برينز (الإنجليزية)
- إرلينغ كروغ على موقع ديسكوغز (الإنجليزية)
- إرلينغ كروغ على موقع قاعدة بيانات الفيلم (الإنجليزية)